# Ken Corral
Ken Corral Garcia, plus couramment appelé Ken Corral, né le 8 mai 1992 à Luxembourg au Luxembourg, est un footballeur luxembourgeois qui joue au poste d'ailier droit au FC Progrès Niederkorn.

## Biographie

### UN Käerjéng 97 (2011-2014)
Formé au sein du club, la carrière du joueur débute à l'UN Käerjéng 97, alors en BGL Ligue.

### AS La Jeunesse d'Esch (2014-2017)
En 2014, il signe un contrat de trois ans avec l'AS La Jeunesse d'Esch.

### CS Fola Esch (2017-2020)
Après trois ans au sein de l'AS La Jeunesse d'Esch, le joueur rejoint le grand rival, le CS Fola Esch, en 2017.

### FC Swift Hesperange (2020-2024)
Le joueur rejoint le FC Swift Hesperange et signe un contrat de trois ans avec une année en option en 2020.
À l'issue de la saison 2022-2023, le joueur remporte pour la première fois de sa carrière le championnat de BGL Ligue.

### UN Käerjéng 97 (2024)
En 2024, il fait son retour au sein de son club formateur, l'UN Käerjéng 97.

### FC Progrès Niederkorn (depuis 2024)
À la suite de la relégation de son club formateur en Promotion d'Honneur, le joueur rejoint lors du mercato d'été le FC Progrès Niederkorn, vainqueur en titre de la Coupe du Luxembourg. 
Il remporte la Supercoupe du Luxembourg face au FC Differdange 03 avec son nouveau club.

## Palmarès
| CS Fola Esch :                     | FC Swift Hesperange (1) :                                              | FC Progrès Niederkorn (1) :                   |
| ---------------------------------- | ---------------------------------------------------------------------- | --------------------------------------------- |
| - BGL Ligue - Vice-champion : 2019 | - BGL Ligue - Champion : 2023 - Coupe du Luxembourg - Finaliste : 2024 | - Supercoupe du Luxembourg - Vainqueur : 2024 |